# Gould-Nunatakker
Die Gould-Nunatakker sind eine kleine Gruppe von Nunatakkern im ostantarktischen Enderbyland. Sie liegen 29 km südöstlich des Mount Biscoe.
Teilnehmer der British Australian and New Zealand Antarctic Research Expedition (1929–1931) unter der Leitung des australischen Polarforschers Douglas Mawson entdeckten sie im Januar 1930. Mawson benannte sie nach Lieutenant Commander Rupert Gould (1890–1948) von der Royal Navy, Kartograph des Hydrographenamts der britischen Admiralität. Luftaufnahmen der Australian National Antarctic Research Expeditions aus dem Jahr 1964 dienten ihrer Kartierung.